# Lijst van cultureel erfgoed in Košice - Kavečany
Dit is een lijst van cultureel erfgoed in Košice, in het stadsdeel Kavečany (okres Košice I).
Deze lijst is gebaseerd op de opsomming die gepubliceerd werd op de website van het Bureau voor monumenten van de Slowaakse Republiek (PÚSR).
- Kavečany
- Košice (stad in Slowakije)

## Cultureel erfgoed
| Afbeelding | Adres & coördinaten                | Object                                                            | Locale benaming          |
| ---------- | ---------------------------------- | ----------------------------------------------------------------- | ------------------------ |
|            | Kadlubská 211/3, Kavečany Locatie. | Rooms-katholieke kerk: Sint-Petrus en Sint-Paulus. ID 802-4114/0. | Kostol sv.Petra a Pavla. |